# América Latina Logística
Pour les articles homonymes, voir ALL.
América Latina Logística (ALL) est une ancienne société brésilienne de transport logistique faisant partie de l'indice Bovespa. Elle transportait des produits de consommation par voie ferrée à travers le Brésil et l'Argentine et offre des solutions de stockage, de logistique et de services liés.

## Histoire
En février 2014, Cosan, une entreprise centré sur l'éthanol propose d'acquérir América Latina Logística pour l'équivalent de 4,7 milliards de dollars. À la suite de cette opération, Cosan souhaite scinder ses opérations logistiques avec les actifs de America Latina Logistica pour l'introduire en bourse. Elle opère sous le nom de Rumo Logística depuis 2015.